# Довжанське (Калінінградська область)
Довжанське (рос. Должанское) — селище Краснознаменського району, Калінінградської області Росії. Входить до складу Краснознаменського міського округу.
Населення — 17 осіб (2015 рік).

## Населення
| 2002 | 2010 |
| ---- | ---- |
| 21   | ↘17  |